# 2MASS J04151954-0935066
2MASS J04151954-0935066 ist ein Brauner Zwerg im Sternbild Eridanus. Er wurde 2002 von Adam J. Burgasser et al. entdeckt. Er gehört der Spektralklasse T8.0 an; seine Oberflächentemperatur beträgt 600 bis 750 Kelvin. Wie bei anderen Braunen Zwergen der Spektralklasse T dominiert auch in seinem Spektrum Methan.